# Liga de Expansión MX/Mannschaften
Folgende Mannschaften nahmen bisher an der Liga de Expansión MX teil:
| Verein         | Ort              | Bundesstaat         | Bemerkungen                          | Ligazugehörigkeit |
| -------------- | ---------------- | ------------------- | ------------------------------------ | ----------------- |
| Alacranes      | Durango          | Durango             |                                      | seit 2022/23      |
| Alebrijes      | Oaxaca de Juárez | Oaxaca              |                                      | seit 2020/21      |
| Atlante        | Mexiko-Stadt     | Distrito Federal    |                                      | seit 2020/21      |
| Cancún FC      | Cancún           | Quintana Roo        |                                      | seit 2020/21      |
| Celaya FC      | Celaya           | Guanajuato          |                                      | seit 2020/21      |
| Cimarrones     | Hermosillo       | Sonora              |                                      | seit 2020/21      |
| Dorados        | Culiacán         | Sinaloa             |                                      | seit 2020/21      |
| La Paz         | La Paz           | Baja California Sur | Lizenzübertragung von Tampico-Madero | seit 2022/23      |
| Morelia        | Morelia          | Michoacán           |                                      | seit 2020/21      |
| Pumas Tabasco  | Villahermosa     | Tabasco             | Farmteam von UNAM Pumas              | seit 2020/21      |
| Raya2          | Monterrey        | Nuevo León          | Farmteam des CF Monterrey            | seit 2021/22      |
| Tampico-Madero | Tampico          | Tamaulipas          | Lizenzübertragung an Atlético La Paz | 2020/21–2021/22   |
| Tapatío        | Guadalajara      | Jalisco             | Farmteam von Deportivo Guadalajara   | seit 2020/21      |
| Tepatitlán     | Tepatitlán       | Jalisco             |                                      | seit 2020/21      |
| Tlaxcala       | Tlaxcala         | Tlaxcala            |                                      | seit 2020/21      |
| U.A.T.         | Ciudad Victoria  | Tamaulipas          |                                      | seit 2020/21      |
| U de G         | Guadalajara      | Jalisco             |                                      | seit 2020/21      |
| Venados        | Mérida           | Yucatán             |                                      | seit 2020/21      |
| Zacatecas      | Zacatecas        | Zacatecas           |                                      | seit 2020/21      |